# Thalfröschen
Thalfröschen (historische Bezeichnung: Alt-Fröschen) ist mit knapp 1000 Einwohnern der kleinere Ortsteil der im rheinland-pfälzischen Landkreis Südwestpfalz liegenden Ortsgemeinde Thaleischweiler-Fröschen.

## Lage
Der Ort liegt am westlichen Rand des Pfälzerwalds und am linken Ufer des Schwarzbachs, der ihn vom Ortsteil Thaleischweiler abtrennt. Zu Thalfröschen gehören auch die Wohnplätze „Am Klopfholz“, „Biebermühle“, „Meisenbach“ und „Mohrenbach“.

## Geschichte

### Mittelalter
Das Dorf Thalfröschen gehörte zur Grafschaft Zweibrücken-Bitsch und deren Amt Lemberg und dort zur Amtsschultheißerei Fröschen.

### Frühe Neuzeit
1570 verstarb Graf Jakob von Zweibrücken-Bitsch (* 1510; † 1570) als letztes männliches Mitglied seiner Familie. Das Amt Lemberg erbte seine Tochter, Ludovica Margaretha von Zweibrücken-Bitsch, die mit dem (Erb-)Grafen Philipp (V.) von Hanau-Lichtenberg verheiratet war. Ihr Schwiegervater, Graf Philipp IV. von Hanau-Lichtenberg, gab durch die sofortige Einführung des lutherischen Bekenntnisses dem streng römisch-katholischen Herzog Karl III. von Lothringen Gelegenheit, militärisch zu intervenieren, da dieser die Lehnshoheit über die ebenfalls zum Erbe gehörende Herrschaft Bitsch besaß. Im Juli 1572 besetzten lothringische Truppen die Grafschaft. Da Philipp IV. der lothringischen Übermacht nicht gewachsen war, wählte er den Rechtsweg. Beim anschließenden Prozess vor dem Reichskammergericht konnte sich Lothringen hinsichtlich der Herrschaft Bitsch durchsetzen, das Amt Lemberg dagegen – und somit auch Thalfröschen – wurde der Grafschaft Hanau-Lichtenberg zugesprochen.
Die Siedlung hieß zunächst „Fröschen“. Nachdem um 1685 ein Ortsteil auf dem Berg entstand, unterschied man Unter-, Alt- oder Thalfröschen von Ober-, Neu-, Berg- oder Höhfröschen. 1736 starb mit Graf Johann Reinhard III. der letzte männliche Vertreter des Hauses Hanau. Aufgrund der Ehe seiner einzigen Tochter, Charlotte (* 1700; † 1726), mit dem Erbprinzen Ludwig (VIII.) (* 1691; † 1768) von Hessen-Darmstadt fiel die Grafschaft Hanau-Lichtenberg nach dort.

### Neuzeit
Im Zuge der Französischen Revolution fiel dann der linksrheinische Teil der Grafschaft Hanau-Lichtenberg – und damit auch das Amt Lemberg und Thalfröschen – 1794 an Frankreich. Nach dem Ende der napoleonischen Herrschaft kam Thalfröschen zum bayerischen Rheinkreis.
Thalfröschen, Höhfröschen und Biebermühle bildeten bis 1959 die Gemeinde Fröschen. Im Jahr 1925 hatte der Ortsteil Thalfröschen 476 Einwohner und 66 Wohngebäude. Im Ort gab es eine evangelische Schule.
Im Zuge der rheinland-pfälzischen Verwaltungsreform wurde Thalfröschen am 7. Juni 1969 zusammen mit Thaleischweiler zur neuen Gemeinde Thaleischweiler-Fröschen zusammengelegt.

### Wappen
Die Sparren des Ortswappens entstammen dem Wappen der Grafschaft Hanau.

## Verkehr
Der Ort verfügt zusammen mit dem größeren Teilort über den gemeinsamen Bahnhof Thaleischweiler-Fröschen an der Bahnstrecke Landau–Rohrbach.